# Феррерс, Роберт, 5-й барон Феррерс из Чартли
Роберт де Феррерс (англ. Robert de Ferrers; приблизительно 1358 — приблизительно 12 марта 1413) — английский аристократ, 5-й барон Феррерс из Чартли с 1367 года.

## Биография
Роберт был единственным сыном Джона Феррерса, 4-го барона Феррерса из Чартли, и его жены Элизабет Стаффорд. Он родился приблизительно в 1358 году и уже в 1367 году унаследовал семейные владения и баронский титул, так как его отец погиб в кастильском походе. Барон был женат на Маргарет ле Диспенсер, дочери Эдуарда ле Диспенсера, 5-го барона Диспенсера, и Элизабет Бергерш. В этом браке родились сын Эдмунд, ставший после смерти отца 6-м бароном Феррерс из Чартли, и дочь Филиппа, жена сэра Томаса Грина. 